# Карі Тро
Карі Тро (норв. Kari Traa, 28 січня 1974, Восс) — норвезька фристайлістка (могул), олімпійська чемпіонка Солт-Лейк-Сіті-2002, срібна призерка Турину-2006, бронзова призерка Нагано-1998, чотириразова чемпіонка світу.

## Біографія
Карі Тро дебютувала на етапі кубка світу 16 березня 1990 (Ла-Клюза, Франція), ще до того, як фрістайл був включений в олімпійську програму. У лютому 1995 року в тому ж Ля-Клюза на чемпіонаті світу вона стала сімнадцятою в могулі, 1997 року в Японії — п'ятою. 19 січня 1996 року вона вперше посіла призове місце (третє) на етапі кубка світу, у Брекенріджі (США), а 9 січня 1997 року в Мон-Трамблан (Канада) вперше перемогла в етапі кубка світу. Усього вона за кар'єру виграла 36 етапів кубка світу, чотири рази чемпіонат світу (двічі — у 2001 та 2003 — у могулі та паралельному могулі), а також тричі вигравала срібло на чемпіонатах світу (у 1999 у могулі та паралельному могулі, у 2005 у паралелі).
Карі Тро брала участь у 4 зимових Олімпійських іграх, і в трьох завойовувала медаль: золото в Солт-Лейк-Сіті в 2002, срібло в Турині в 2006, бронзу в Нагано в 1998. В Альбервілі в 1992 році вона стала у фінал, а зимові Олімпійські ігри у Ліллехаммері вона пропустила через травму коліна. Фактично завершила кар'єру у 2006 році . У 2007 році жодного разу не взяла участь в етапах кубка світу, але виступила на чемпіонаті світу в Мадонна-ді-Кампільйо в Італії, де в могулі посіла 11-е місце.
В 2002 Тро заснувала компанію з продажу спортивного одягу, і навіть згодом отримала премії за свої колекції. 2006 року була опублікована її автобіографія «Карі». Вона також займається організацією спортивних змагань, зокрема, фестивалю Ekstremsportveko у її рідному Воссі, одного з найбільших у світі змагань з екстремальних видів спорту.
Тро знялася майже повністю оголеною для спортивного журналу Ultrasport в 2001 і кілька разів обиралася «Найсексуальнішою жінкою Норвегії».